# Targhe d'immatricolazione della Cambogia

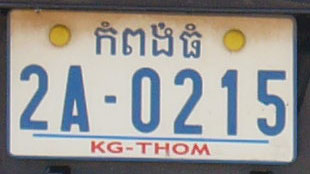
Targa di un taxi di Kampong Thom

Le targhe d'immatricolazione della Cambogia sono formate da una lettera, seguite da quattro cifre. È indicata, in piccolo, anche la provincia di appartenenza.

## Tipi di targhe per autoveicoli e motoveicoli
| Tipo di veicolo                     | Colore di sfondo | Colore delle lettere | Prima cifra |  |
| ----------------------------------- | ---------------- | -------------------- | ----------- |  |
| Motociclo                           | Bianco           | Nero                 | 1           |  |
| Veicoli privati fino a 7 posti*     | Bianco           | Nero                 | 2           |  |
| Nuove immatricolazioni              | Rosso            | Bianco               |             |  |
| Veicoli privati con oltre 7 posti** | Nero             | Bianco               | 3           |  |
| Veicoli industriali e autobus       | Arancione        | Nero                 | 5           |  |
| Camion                              | Bianco           | Nero                 | 7           |  |
| Speciali                            | Bianco           | Nero                 | 9           |  |

* La maggior parte dei pickup a 4 porte sono inclusi in questo tipo.

** Di solito un pulmino con più di sette posti.

## Indicazione della provincia
Come detto, sulla targa cambogiana viene indicato il nome della provincia o distretto in cui il proprietario del veicolo (sia persona che ditta) è registrato.
- Provincia di Banteay Meanchey - ប.មានជ័យ
- Provincia di Battambang - បាត់ដំបង
- Provincia di Kampong Cham - កំពង់ចាម
- Provincia di Kampong Chhnang - កំពង់ឆ្នាំង
- Provincia di Kampong Speu - កំពង់ស្ពឺ
- Provincia di Kampong Thom - កំពង់ធំ
- Provincia di Kampot - កំពត
- Provincia di Kandal - កណ្ដាល
- Provincia di Koh Kong - កោះកុង
- Provincia di Kep - កែប
- Provincia di Kratié - ក្រចេះ
- Provincia di Mondulkiri - មណ្ឌលគីរី
- Provincia di Oddar Meancheay - ឧ.មានជ័យ
- Provincia di Pailin - ប៉ៃលិន
- Phnom Penh - ភ្នំពេញ
- Provincia di Sihanoukville - ព្រះសីហនុ
- Provincia di Preah Vihear - ព្រះវិហារ
- Provincia di Pursat - ពោធិ៍សាត់
- Provincia di Prey Veng - ព្រៃវែង
- Provincia di Ratanakiri - រតនគិរី
- Provincia di Siem Reap - សៀមរាប
- Provincia di Stung Treng - ស្ទឹងត្រែង
- Provincia di Svay Rieng - ស្វាយរៀង
- Provincia di Takéo - តាកែវ